# Crisis del techo de deuda de Estados Unidos de 2011

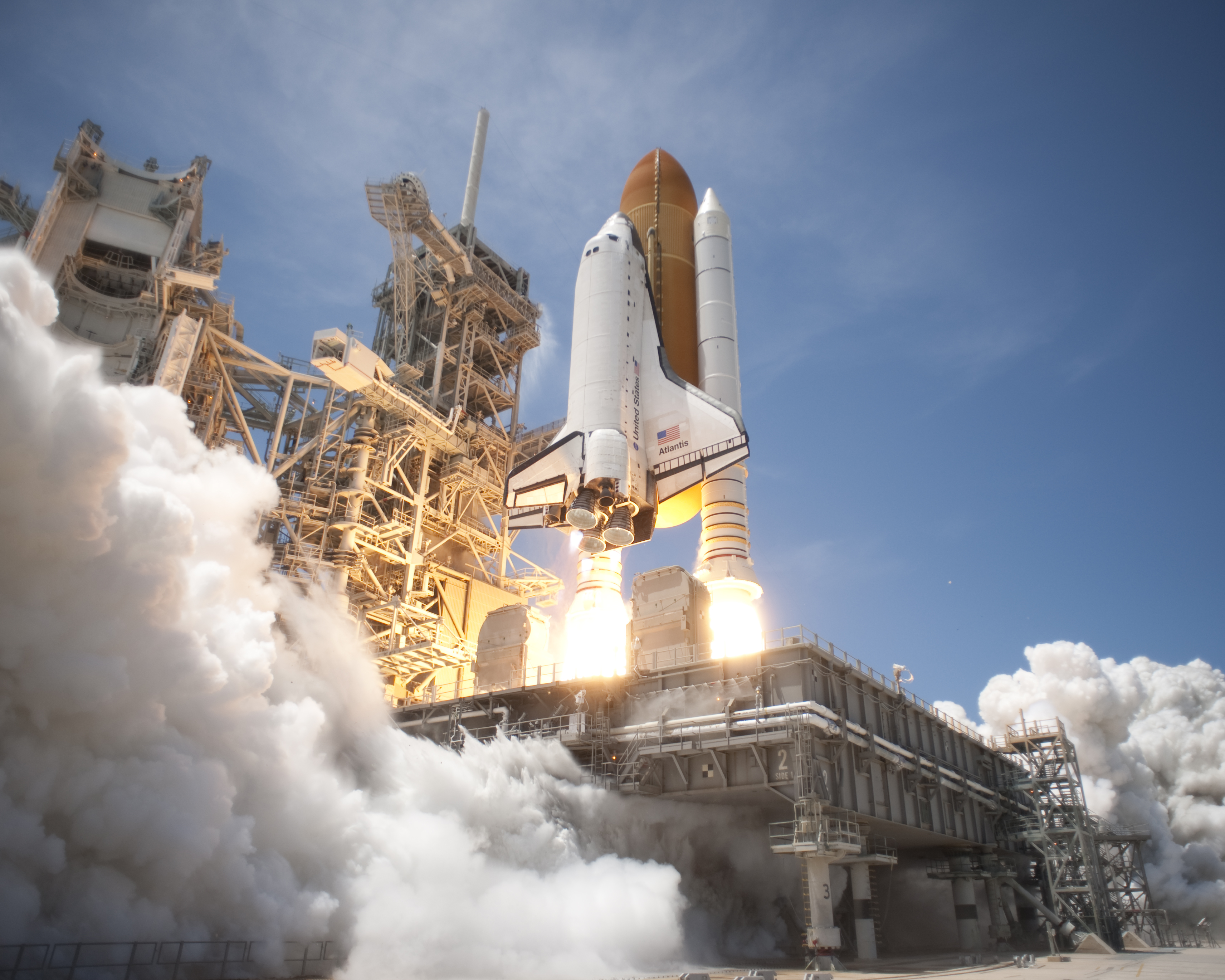
Desde la crisis iniciada en 2008 el gobierno estadounidense ha realizado un enorme esfuerzo en recortes para ajustarse al límite de gastos. Quizás uno de los recortes más conocido a nivel internacional sea la cancelación del programa de transbordadores espaciales.

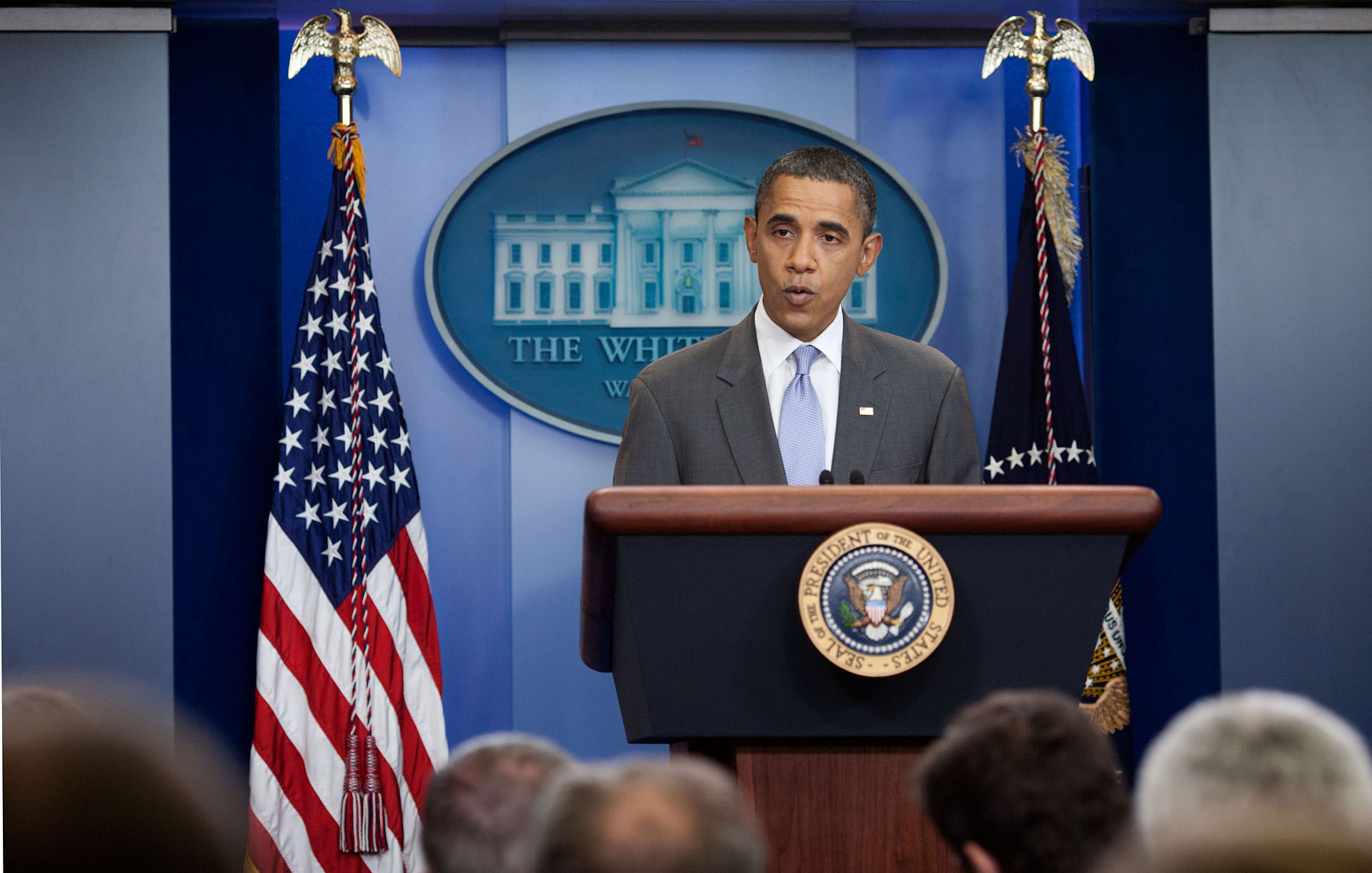
El presidente Barack Obama en rueda de prensa para explicar las medidas contra la crisis del techo de deuda en julio de 2011.

La crisis del techo de deuda (también conocido como techo de gasto) de Estados Unidos de 2011, se refiere al debate en el Congreso sobre si Estados Unidos debería incrementar el techo de deuda, y de ser así, en qué cantidad. Además se discute sobre cuáles serán las políticas de gastos en el futuro, o qué política fiscal será necesaria aplicar después de incrementar el techo de deuda. Más aún, se espera que esta discusión llegue a importantes reformas estructurales para el procedimiento de presupuestos (por ejemplo, con límites de gastos o enmiendas a la Constitución en lo referente a presupuestos equilibrados). La deuda total nacional ascendía a 14,4 billones de dólares (trillions en la nomenclatura anglosajona) en julio de 2011, superando el tope de gasto de 14,3 billones. El Departamento del Tesoro estadounidense no tiene autoridad para emitir o contraer deuda más allá de este límite, lo que obligó a realizar la reforma.
A pesar de la falta de autoridad del Congreso, el 16 de diciembre de 2009 el techo de deuda fue excedido, y para subsanar el problema, el Departamento del Tesoro ya tuvo que usar "herramientas de contabilidad extraordinarias" para proporcionar al tesoro 150 mil millones de dólares para cumplir con las obligaciones federales. A diferencia de diciembre de 2009, en este caso la situación es considerada una crisis debido a que potencialmente el gobierno se podía ver incapaz de cumplir con sus obligaciones financieras. La crisis no solo afectaría a Estados Unidos, sino que amenaza sobre otros países cuya moneda se basa en el dólar y que podrían verse arrastrados por las pérdidas. La agencia de certificación crediticia Standard & Poor's sometió la nota de la deuda nacional estadounidense en una "revisión negativa" durante la crisis, incrementando el riesgo de degradar la nota "AAA" de la deuda nacional. En este sentido la agencia de calificación crediticia Standard & Poor's, el día viernes 5 de agosto de 2011 rebajó la calificación para la deuda de los Estados Unidos de América de "AAA" a "AA+" por primera vez en su historia.
El debate ha sido inusualmente complicado, con los legisladores del Partido Republicano opuestos a cualquier incremento de impuestos y los del Partido Demócrata defendiendo que una subida de impuestos era tan necesaria como un recorte en los gastos. Los legisladores que apoyan al movimiento Tea Party impulsaron a los republicanos a rechazar cualquier acuerdo que supusiera incorporar recortes largos e inmediatos o realizar alguna enmienda constitucional.
La crisis inmediata ha terminado cuando un acuerdo complejo entre ambas partes ha conseguido elevar el techo de gasto el 31 de julio. Después de su aprobación en el Congreso y el Senado, fue ratificada por el Presidente Barack Obama como el Budget Control Act of 2011 el 2 de agosto, fecha límite para el acuerdo.

## Contexto económico

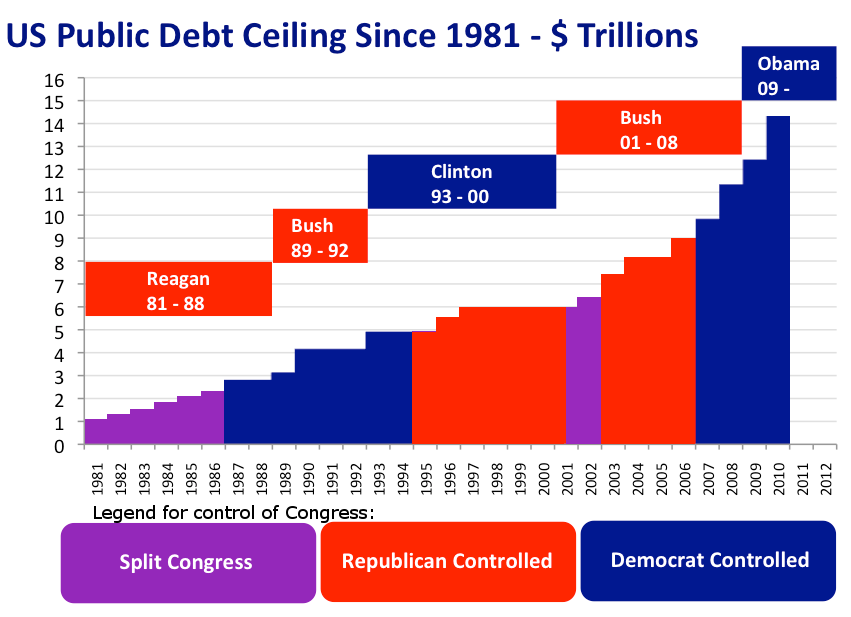
Gráfica que muestra el techo de deuda de Estados Unidos a fin de cada año desde 1981 hasta 2010. Se indica el presidente y el partido político que controlaba el Congreso en ese año.

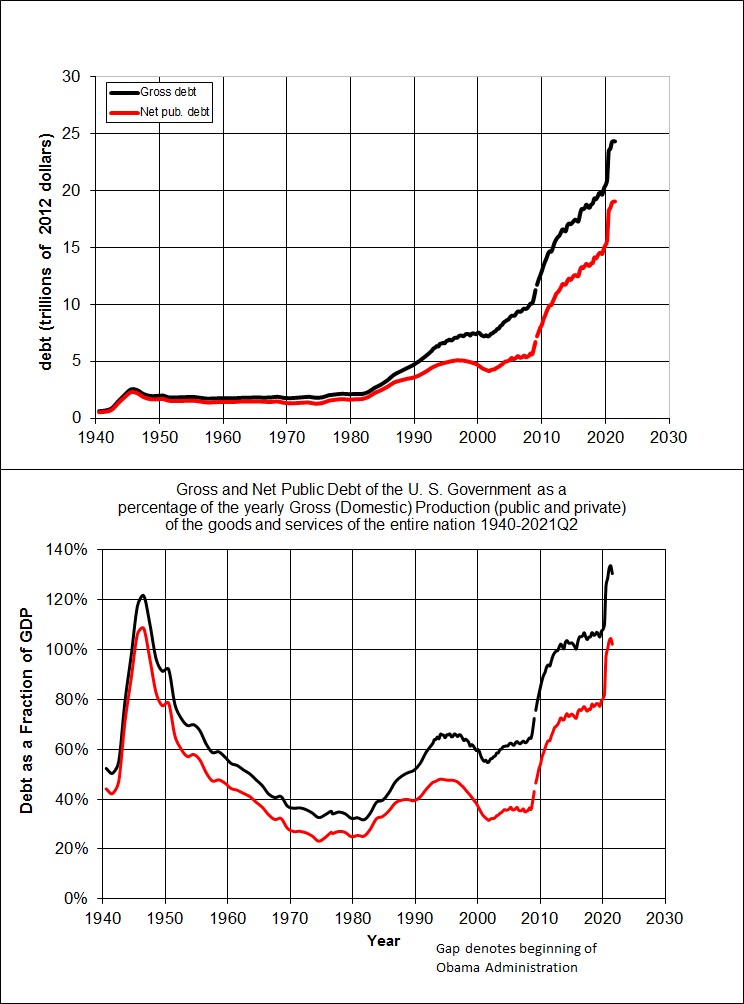
Deuda de Estados Unidos desde 1940 hasta 2010. La línea roja indica la deuda pública neta y la línea negra indica la deuda total. La diferencia entre ambas incluye la deuda que mantiene el gobierno federal consigo mismo. El segundo panel muestra las mismas deudas pero en función del porcentaje del PIB estadounidense (la división se realiza entre dólares del mismo año) mientras que el panel de arriba está deflactado al valor de 2010.

### ¿Qué es el techo de deuda?
Si el Departamento del Tesoro no es capaz de recoger la suficiente cantidad de dinero para pagar los gastos del gobierno federal, este puede ser autorizado por el Congreso a endeudarse, es decir, a pedir dinero para pagar el déficit del presupuesto federal. Antes de 1917, el Congreso autorizaba al Tesoro cada vez que éste necesitaba pedir dinero, pero es a partir de la Primera Guerra Mundial cuando el Congreso crea la figura de "techo de deuda". Desde entonces el Tesoro puede tomar prestado la cantidad que requiera hasta un techo de gasto, una cantidad fija (salvo algunas excepciones contadas). Para cambiar esa cifra máxima de endeudamiento el Departamento del Tesoro tiene que pedir al Congreso un cambio de legislación y el presidente tiene que ratificarla y convertirla en ley.
El proceso de ajuste del techo de deuda es separado y distinto de los procesos convencionales de financiación gubernamental, y aumentar el techo de deuda no implica necesariamente un incremento o decremento del déficit presupuestario. El gobierno de Estados Unidos aprueba un presupuesto federal cada año. Este presupuesto detalla los ingresos esperados por impuestos, y en consecuencia, estima la cantidad de dinero que será necesario pedir en ese año fiscal. Por ello, una votación para incrementar el techo de deuda es, en consecuencia, visto generalmente como una formalidad, necesaria para continuar el gasto previamente aprobado por el Congreso y el presidente. La Oficina de Contabilidad del Gobierno (Government Accountability Office) expone que: 

... El techo de deuda no controla o limita la habilidad del gobierno federal de incurrir en déficits o contraer obligaciones. Más bien, es un límite de la capacidad de pago de obligaciones ya contraídas La aparente redundancia del techo de deuda ha llevado a sugerirnos que debería ser abolido por completo.

Los Estados Unidos han tenido deuda pública desde su creación. Las deudas aparecieron durante la guerra de la Independencia estadounidense y ya en los primeros Artículos de la Confederación aparecen informes del resultado total de la deuda ($75,463,476.52 on January 1, 1791). Todos los presidentes desde Harry Truman han aumentado la cantidad total de la deuda estadounidense. El techo de deuda ha sido incrementado 74 veces desde marzo de 1962, incluyendo 18 veces desde Ronald Reagan, 8 veces con Bill Clinton, 7 veces con George W. Bush y 3 veces (hasta agosto de 2011) con Barack Obama.
En mayo de 2011, aproximadamente el 40 por ciento del gasto del gobierno estadounidense se basaba en dinero prestado. Incrementando el techo de deuda se permitía al gobierno federal a seguir pidiendo dinero para mantener los niveles de gastos. Si el techo de deuda no se aumentaba, el gobierno federal hubiera tenido que cortar de inmediato el gasto de ese 40 por ciento, afectando gravemente a las operaciones diarias del gobierno. En este caso el Departamento del Tesoro hubiera determinado qué herramientas se hubieran tenido que utilizar. Además, si Estados Unidos no hubiera podido hacerse cargo de sus deudas hubiera entrado en suspensión de pagos, lo que habría tenido consecuencias catastróficas para el país y también para otras potencias que dependen de la economía estadounidense y que sostienen deudas importantes con la potencia norteamericana.
De acuerdo con el Departamento del Tesoro, 

"si no se consigue incrementar el techo de deuda ... causaría que el gobierno entraría en suspensión de pagos y no podría hacer frente a sus obligaciones legales, lo que sería un evento sin precedentes en la historia de Estados Unidos"

Estas obligaciones legales incluyen el pago de la Seguridad Social y los gastos médicos, los salarios a militares, los intereses a la deuda y muchos otros conceptos. Si el techo de deuda no se aumenta, entonces el Tesoro debería priorizar cuales serían los conceptos prioritarios que no pueden ser abandonados y declararse parcialmente en suspensión de pagos.

## Reacciones internacionales
- Rusia: El primer ministro Vladímir Putin acusó el 1 de agosto a Estados Unidos de “parasitar” la economía mundial con su deuda y aseguró que la nación norteamericana “vive a crédito, más allá de sus medios y carga una parte del peso (de su deuda) en la economía” global.[18]

- China: El Banco Central se ve obligado a paralizar la decisión de subir los tipos de interés ante la situación de crisis de los países desarrollados. Las bolsas asiáticas sufren graves pérdidas en los primeros días de agosto.[19]

- Venezuela: El presidente Hugo Chávez calificó de grave la rebaja de la nota de la deuda de Estados Unidos, añadiendo que "hay que acabar con la dictadura del dólar".[20]

- México: Bruno Ferrari García de Alba, secretario de Economía, advirtió que la crisis estadounidense afectaría a México, pero no se sabe que efecto podría tener al disminuir las exportaciones. Además aseguró que México podría convertirse en un lugar más atractivo para invertir que Estados Unidos.[21]

- Brasil: El 8 de agosto la presidenta de Brasil Dilma Rousseff consideró "precipitada" la decisión de Standard & Poor's de bajar la nota de la deuda soberana estadounidense.[22] Varios días después la agencia crediticia R&I Japan aumentó la nota de la deuda soberana brasileña de BBB- a BBB.[23]